# Mastixis stalemusalis
Mastixis stalemusalis är en fjärilsart som beskrevs av Walker 1859. Mastixis stalemusalis ingår i släktet Mastixis och familjen nattflyn. Inga underarter finns listade i Catalogue of Life.